# Socata TBM 900
Die Socata TBM 900, mittlerweile als Daher TBM900 vermarktet, ist ein einmotoriges Flugzeug mit Druckkabine und Turboprop-Antrieb des französischen Herstellers Daher. Sie wurde aus den Versionen TBM 700 und TBM 850 entwickelt; eine Weiterentwicklung war die TBM 910. Das folgende Modell mit weiteren Verbesserungen wird als TBM 940 bezeichnet. Die aktuelle Version wird als TBM 960 bezeichnet. Die TBM gilt als die schnellste einmotorige Sechssitzer-Turbopropmaschine der Welt.

## Geschichte
Die TBM 900 stammt von der TBM 850 und 700 ab und hat mit diesen beiden Typen die Rumpfform und generellen Charakteristika wie Einziehfahrwerk, Druckkabine und Wetterradar gemein. Ihre 2010 begonnene Weiterentwicklung liegt unter anderem in der Avionik, bei der ein Garmin G1000 verbaut ist, und in einer größeren Reichweite, erreicht durch eine weiterentwickelte Aerodynamik und einen neuen Lufteinlass für das Triebwerk. Äußerlich unterscheidet sich die TBM 900 durch markante Winglets sowie den Fünfblatt-Propeller von ihren Vorgängern mit Vierblatt-Propeller. Laut Socata waren für die Weiterentwicklung insgesamt 160.000 Entwicklungs- und 200 Flugstunden bis zur Zulassung nötig.
Mit dem Anlaufen der Produktion der TBM 900 wurde die Fertigung der TBM 850 mit der Werknummer 684 eingestellt. Mit der Übernahme von EADS SOCATA durch Daher wird die TBM 900 und ihre Nachfolgerin TBM 930 als Daher TBM 900/930 vermarktet. Am 19. September 2016 wurde die 800. Maschine aus der Turbopropreihe TBM ausgeliefert, die seit 1990 produziert wird.

## Zwischenfälle
- Am 5. September 2014 stürzte eine TBM 900 vor der Küste Jamaikas in den Atlantischen Ozean. Das Flugzeug befand sich auf dem Weg von Rochester im Bundesstaat New York nach Naples in Florida als der Funkkontakt abbrach. Zwei Abfangjäger des Typs F-15 konnten zwar Sichtkontakt zur Maschine aufbauen. Die Piloten reagierten jedoch auch darauf nicht, vermutlich aufgrund von Sauerstoffmangel. Nachdem der Kraftstoff verbraucht war, stürzte die Maschine ab. Keine der beiden Personen an Bord überlebte den Unfall.[7]
- Am 28. Juli 2025 stürzte ein Kleinflugzeug eine TBM 940 mit dem Kennzeichen D-FSAM mit dem Ziel Flugplatz Burg Feuerstein kurz nach dem Start vom Flugplatz Buochs in den Kreuztrichter des Vierwaldstättersees.[8] Das Flugzeug war kurz zuvor bereits einmal gestartet und nach einer Umrundung des Bürgenstocks wieder in Buochs gelandet. Nach dem Unfall konnten beide Personen an Bord gerettet werden.[9]

## Technische Daten
| Kenngröße             | Daten                                                                     |
| --------------------- | ------------------------------------------------------------------------- |
| Besatzung             | 01                                                                        |
| Passagiere            | 05                                                                        |
| Länge                 | 10,736 m                                                                  |
| Spannweite            | 12,833 m                                                                  |
| Höhe                  | 04,355 m                                                                  |
| Flügelfläche          | 18 m²                                                                     |
| Flügelstreckung       | 9,1                                                                       |
| Nutzlast              | 0639 kg                                                                   |
| Leermasse             | 2097 kg                                                                   |
| max. Startmasse       | 3354 kg                                                                   |
| Reisegeschwindigkeit  | 589 km/h (318 kn)                                                         |
| Höchstgeschwindigkeit | 611 km/h (330 kn)                                                         |
| Dienstgipfelhöhe      | 9450 m (31.000 ft)                                                        |
| Reichweite            | 3304 km (1784 nm)                                                         |
| Triebwerk             | 1× Pratt & Whitney Canada PT6A-66D Turboproptriebwerk mit 625 kW (850 PS) |
| Listenpreis           | 3,7 Millionen Dollar                                                      |